# Alexis Ciesla
Pour les articles homonymes, voir Ciesla.
Œuvres principales
- Halb, l'autre moitié
- Rhapsodish
- Concerto for clarinets
- Le Voyage de Lustucru
- Quand Malka rêvait
- Clarinet fantasia

Alexis Ciesla, né le 26 avril 1967 à Bron, en France, est un clarinettiste, pédagogue et   compositeur français.

## Biographie

### Jeunesse et études
Alexis Ciesla est né le 26 avril 1967 à Bron, dans l'Est lyonnais, d'une mère française et d'un père polonais. Il apprend à jouer de la clarinette dans l'Isère, puis au sein du Conservatoire régional de Lyon, où il obtient une médaille d'or en clarinette et en musique de chambre en 1987. Il est ensuite élève de Thomas Friedli au Conservatoire Supérieur de Musique de Genève, où il obtient un premier prix de virtuosité en clarinette en 1991. Élève au sein de la classe de Jean-Marc Volta, à Paris, il obtient un premier prix de clarinette basse de la ville de Paris en 1992,. En 1987, il participe, en tant que clarinettiste à l'Orchestre français des jeunes, sous la direction d'Emmanuel Krivine.Il est ensuite clarinette solo de l'Orchestre Mondial des Jeunesses Musicales (Canada et Allemagne) en 1990. Au cours de ses études, il obtient le diplôme d'État (DE), puis le certificat d’aptitude (CA) aux fonctions de professeur de clarinette.

### Le clarinettiste

#### Au sein du Doumka Clarinet Ensemble
En 1996, il est l'un des clarinettistes fondateurs du Doumka Clarinet Ensemble, groupe de musique klezmer, jazz.... Le groupe, formé par trois clarinettistes, a principalement collaboré avec Youval Micenmacher et a créé plusieurs spectacles ou projets : Projet pédagogique Klezmer-Suite et spectacles L’indien de la mer rouge, le Pas Sage [et], le ciné-concert La coquille et le clergyman.
Ensemble, ils ont publié quatre albums. Leur premier album, intitulé Autour des musiques d'Europe Orientale et Yiddish est sorti en 1997, leur second album, Café Rembrandt, en 2000, La coquille et le clergyman, en 2004, et leur dernier, Afar, en 2011.
Après plus de quinze années d'activité ponctuées de concerts et festivals donnés en France, en Allemagne en Suisse et au Maroc, le Doumka Clarinet Ensemble s'est séparé en 2013,.
Alexis Ciesla a également créé, en duo avec Youval Micenmacher, deux ciné-concerts au Musée d'Orsay.

#### Musique de chambre
En 2004, il crée avec sa sœur, la pianiste Juliette Ciesla, un duo appelé Paris-Varsovie. En 2013, ils publient ensemble un album de compositions polonaises intitulé Couleurs de Pologne - Miniatures du xxe siècle.
En 2015, il crée avec l'accordéoniste Jean-Luc Brunetti le duo Le chant des anches, au sein duquel il revisite des morceaux de musiques traditionnelles et classiques européennes.
Il a également joué au sein du Quatuor de clarinettes de Lyon, avec lequel il a participé à de nombreux concerts et a enregistré un disque.
En tant que clarinettiste de musique classique, Alexis Ciesla joue, ou a joué, au sein des orchestres Ose, sous la direction de Daniel Kawka, Les siècles romantiques, sous la direction de Jean-Philippe Dubor, Op.cit, dirigé par Guillaume Bourgogne...

### Le compositeur
Outre une grande quantité de pièces à caractère pédagogique, de la musique pour des Cinés-Concert, et trois contes musicaux : Halb Coup de cœur de l'académie Charles Cros et prix Lire dans le Noir Radio France, Loin de Garbo Grand Prix de l'Académie Charles Cros et prix Lire dans le Noir Radio France et Quand Malka rêvait, en collaboration avec Sigrid Baffert. Alexis Ciesla a composé pour les solistes : Philippe Berrod (clarinette), François Sauzeau (clarinette), Nicolas Baldeyrou (clarinette), Rémi Delangle (clarinette) et Vassilena Serafimova (Marimba), Jean-François Philipp (clarinette), Giovanni Punzi (clarinette), Corrado Giuffredi (clarinette), Nans Moreau (clarinette), Emilien Véret (clarinette), Jacques Merrer (clarinette), le Quatuor Debussy (cordes), l’Orchestre national de Lyon (chantiers de la création), Jean-Denis Michat (saxophone), Joakim Ciesla (saxophone), Eudes Bernstein (saxophone) le Quatuor Zahir (saxophones), le Quatuor Habanera (saxophones), le Quatuor Morphing (saxophones), le Quatuor Emphasis (saxophones), les Sourds-doués (clarinette, clarinette basse, trompette, cor), l'ensemble Faltenradio (clarinettes accordéon - Autriche), Shanon Lowe (basson - USA), l'Amicitia duo (clarinettes - USA), L'ensemble Calamus (Chœur de clarinettes), le quintette Eko (Quintette à anches), le Cap Horn Trio …
Il a également écrit la musique et participé aux spectacles théâtraux de la compagnie Michel Tallaron ; Jonas, en 2008, et Dans les marécages et sur la terre, en 2012.
Il est lauréat du 1er concours de composition musicale consacrée à la musique juive à Parme avec Shotns un likht, dans une version pour flûte, violon, clarinette, saxophone (alto et ténor) et contrebasse. Il a également obtenu par deux fois le prix du public au concours de composition musicale Vedrarias de Verrières-Le-Buisson, avec la pièce Les Danses du Loo pour clarinette, piano, violon et violoncelle ainsi que pour Psychés, pour trio de clarinettes.

### Le pédagogue
Après avoir obtenu le diplôme d'État (DE), en 1987, puis le certificat d’aptitude (CA) aux fonctions de professeur de clarinette, en 1994, Alexis Ciesla commence à enseigner la musique de 1989 à 1992 au conservatoire de Bellegarde-sur-Valserine.
Il enseigne ensuite à partir de 1992 au conservatoire à rayonnement communal de Saint-Priest. Il y exerce actuellement, en tant que professeur de clarinette et chef d'orchestre. Il y dirige des orchestres de jeunes musiciens, ainsi qu'un ensemble de klezmer baptisé les Klezmercurochromes. Il a notamment pu collaborer avec l'arrangeur Pascal Berne sur divers projets d'orchestre symphonique dont Les Pink Floyd font le mur, en 2014, et Queen Project, en 2016, rendant hommage à la musique des groupes Pink Floyd et Queen.
Il a également conçu de nombreux projets de musique à l’image comme Symphonic Movie, Plein les mirettes ou Les Soufflants crèvent l’écran, Coup de vent (2023) ou en relation avec les arts graphiques ; Vibrations bleues en collaboration avec le Grame et Josef Ciesla, Accords au corps en partenariat avec la danseuse Elsa Micoud, le projet Aquarium, en collaboration avec Sigrid Baffert, ainsi qu'avec la chanteuse Michèle Bernard.
Il a également enseigné de nombreuses années au sein de la section musique-études de l'Institut national des sciences appliquées (INSA) de Lyon et a été conseiller pédagogique pendant 15 ans aux CEFEDEM de Lyon, Dijon et Caen-Rouen.
Il est membre fondateur du Collectif de clarinettistes du Rhône avec lequel il a participé à des projets de master-class avec le clarinettiste klezmer David Krakauer, en 2012, ainsi qu’au projet Happy Day Vive les vents à l’auditorium de Lyon, en 2017 et à une master-class avec le clarinettiste Stéphane Chausse.

## Compositions
- 2009 - Eyes of The Impala, pièce pour ensemble de clarinettes commande du Conservatoire de Lille.
- 2013 - Indradhanush, commande de l'ensemble de clarinettes de Voiron.
- 2014 - Ubuntu, pièce hommage à Nelson Mandela pour ensemble de clarinettes et percussions, commande du Conservatoire d'Ornans.
- 2015 - Krak poème symphonique pour orchestre symphonique, commande de l'Académie musicale d'Évian.
- 2015 - Vagabondages, pièce pour quatuor de saxophones, dédiée au Quatuor Emphasis.
- 2015 - Joris Valse, pour sextuor de clarinettes et batterie dédiée à Joris Garnier.
- 2015 - Musique du film d'animation Seven steps, de Mathilde Rouault.
- 2016 - Danses de l'Orient Proche, pour 12 saxophones, dédiée à l'ensemble de saxophones L'artisanat furieux du Conservatoire de Lyon.
- 2017 - Improbabl' Concerto, concerto pour clarinette et harmonie, dédié à Quentin Degeorges et à l’orchestre Les Soufflants du Conservatoire de Saint-Priest[15].
- 2017 - Suite Klezmer pour clarinette et quatuor à cordes, dédiée au Quatuor Debussy et au clarinettiste Bruno Sansalone.
- 2017 - Shotns un likht, pour clarinette et quatuor à cordes, dédié au Quatuor Debussy et au clarinettiste Bruno Sansalone.
- 2018 - Autant d'oiseaux que de robots pour choeur d'enfants et ensemble intrumental, dans le cadre des "Chantiers de la création" commande de l'Orchestre National de Lyon.
- 2018 - Quand Malka rêvait conte musical klezmer pour récitant, chanteuse, chœur de clarinettes, piano, accordéon, tuba, batterie et percussions, commande des conservatoires de Perpignan, Narbonne et Béziers, co-écrit avec Sigrid Baffert.
- 2019 - Bal-Kanitsax concerto pour quatuor de saxophones et harmonie, dédié au quatuor Habanera et à l'harmonie d'Evian.
- 2019 - Varadero concerto pour 5 jeunes solistes, 2 flûtes 2 clarinettes 1 saxophone et orchestre symphonique, commande du Conservatoire de Saint-Priest.
- 2019 - Un bal russe pour quintette à vent et ensemble de clarinettes, dédié au quintette à vent des Siècles et au chœur de clarinettes Les langues de bois.
- 2019 - Musica semita musique pour un spectacle de cirque, pour orchestre à géométrie variable, commande de Zik en piste
- 2019 - Plevna pour clarinette et marimba, création par Rémi Delangle et Vassilena Serafimova au festival des forêts, commande de Selmer
- 2019 - Dança de Lisboa pour basson et quintette à cordes, commande de Shanon Lowe (USA) enregistrées en 2020
- 2019 - Sonatina classica pour petite clarinette, clarinette et piano, commande du Amicitia duo (USA)
- 2019 - Nos futurs pour clarinette, alto et piano, commande du conservatoire de Chevilly-Larue
- 2019 - La Furstemberg variations contemporaines pour trio baroque violoncelle, basson et clavecin, dédié à l'ensemble Conversation baroque
- 2019 - Faltenradio suite(Autriche) pour 2 clarinettes, clarinette basse et accordéon diatonique, commande de l'ensemble Faltenradio
- 2019  - Les Klezmermichel Bukavu Delirium 3 pièces dédiées à l'ensemble Les Sourd-doués, enregsitrées sur l'album, The four Ties
- 2019 - Klezm'Ô ! pour clarinette et clarinette basse, dédié au duo LOJÖ
- 2019 - Décisif pour accordéon solo, quatuor à cordes (violon, alto, violoncelle, contrebasse) et chœur de clarinettes, dédié à Jean-Luc Brunetti
- 2020 - The dance of trublion pour clarinette solo et chœur de clarinettes, dédiée à Giovanni Punzi et à l'Ensemble Calamus (Italie)
- 2020 - Habanera pour clarinette basse et quintette à cordes, commande du concours Adolphe Sax
- 2020 - Allegro capriccioso pour clarinette contrebasse solo et chœur de clarinettes, 5ème mouvement du "Concerto for clarinets" dédié à Cyrille Mercadier
- 2020 - Bis for clarinets pour quintette de clarinettes (petite clarinette, clarinette sib, cor de basset, clarinette basse et clarinette contrebasse) et chœur de clarinettes, Bis du "Concerto for clarinets" dédié à Cyrille Mercadier
- 2020 - Jour de pluie trio pour flûte, clarinette et saxophone, dédié au LCD Trio (USA)
- 2020 - Nina's dreams pour clarinette et quatuor à cordes
- 2020 - Variation sur un thème polonais pour clarinette, piano et violoncelle
- 2020 - Chibani pour clarinette et batterie
- 2020 - Polka de la clef de 13 pour clarinette solo et chœur de clarinettes
- 2020 - Setminiature pour deux saxophones, dédié à Joakim Ciesla et Eudes Bernstein
- 2020 - The dance of trublion pour clarinette et chœur de clarinettes. Giovanni Punzi & Ensemble Calamus
- 2021 - Orient Express ! pour Nicolas Baldeyrou, Jean-François Philipp et le chœur de clarinettes de Colmar
- 2021 - Un simple pétale de rose pour Nans Moreau et la classe de clarinette du conservatoire de Saint-Priest.
- 2021 - Tango for Ben pour quatuor de clarinettes
- 2021 - The Calamus Freilach pour l'ensemble de clarinettes Calamus
- 2021 - slaP pour Anthony Rivière, Christophe Gauvert et Mathéo Ciesla (pour 4 clarinettes, guitare basse et batterie)
- 2021 - Danses du Razemistan pour le quatuor de clarinettes Razem
- 2021 - Zapetlenia pour le quatuor de clarinettes Razem
- 2021 - Slap duet study pour Corrado Giufreddi
- 2021 - Hypnotik pour le quatuor de clarinettes Abellio
- 2021 - Study duet for double staccato pour Corrado Giuffredi
- 2021 - The Freilach of April 26
- 2021 - Bocaltango pour Loïc Poinsenet
- 2021 - Burlesk pour le quintette Eko (Quintette à anches)
- 2021 - Balafon pour le conservatoire de Cannes
- 2021 - Urban Balafon pour Émilien Véret
- 2021 - Ciné-Concert pour le conservatoire d'Istres
- 2021 - 7 études ludiques dans l'esprit pour clarinette sib avec accompagnement de piano optionnel
- 2022 - Dança del Lynx Pardinus pour Caluire et Clarinettes et Florent Héau, pour chœur de clarinettes et clarinette sib (ou mib) solo
- 2022 - Fantaisie brillante pour Carmen Borrgales, pour clarinette seule
- 2022 - Broderies pour le trio Cousu Main, pour clarinette, violon et marimba
- 2022 - Set Miniature pour Jean-Marc Fessard et Stéphane Sordet pour clarinette sib et saxophone alto
- 2022 - Trois pièces pour basson pour Jean Hornecker - Publiées aux éditions Robert Martin
- 2022 - Plitsch Platsch pour Kilian Herold, pour chœur de clarinettes
- 2022 - Unis vers pour Kilian Herold, pour clarinette seule
- 2022 - New klezmers vol 1 pour clarinette sib et piano, avec version playback
- 2022 - Adaptation de Escapade musicale de la compositrice Sandra Muller Arnaudet pour clarinette et piano
- 2022 - Thessalonique Istanbul pour les 100 ans de la Podiumacademie Lier (Belgique) pour choeur de clarinettes
- 2022 - Thessalonique Istanbul pour l'Ensemble de Saxophones de Toulouse, pour choeur de saxophones
- 2022 - Heureux qui comme Ulysse Concerto pour tuba, orchestre à vent et percussions, pour Ulysse Manaud et le conservatoire de Saint-Priest
- 2022 - Danse du BaksaX pour le Saxback ensemble, pour clarinettes, saxophones et euphonium
- 2022 - Breizh'Mer Variations pour les Clarinettistes du Finistère, pour choeur de clarinettes, batterie et guitare basse
- 2022 - Psychés prix du public au Prix Vedrarias de musique, pour trio de clarinettes (Eb Bb Bass)
- 2023 - SymboliK Suite pour le Cap Horn Trio, pour 3 cors de basset
- 2023 - Bossa Clarimondo pour Kilian Herold, pour chœur de clarinettes
- 2023 - Five Bagatelles pour Victoria Luperi, Marci Gurnow, Diana Haskell, Gregory Raden & Todd Cope, Académie américaine Buffet-Crampon
- 2023 - Rhapsodie pour saxophone alto et quintette à cordes (ou piano) pour le Concours de Saxophone Sax'n Dole
- 2023 - S(p)eed Suite pour Hey Seed trio, trio de cors de basset
- 2023 - Les Bois font leurs Jeux pour tous les Instruments de la famille des Bois, Conservatoire de Levallois-Perret
- 2023 - De la Terre ...à la Mer pour chœur de clarinettes, percussions et contrebasses, pour les Conservatoires de La Roche-sur-Yon et Les sables d'Olonne
- 2023 - 3 Burlesks pour Quintette à anches
- 2024 - Bis des lyres  pour les conservatoires de Lier (Belgique) et Saint-Priest
- 2024 - Rampe de lancement  pour l'AFC Association Française de la clarinette, pour ensemble de clarinettes
- 2024 - Come on and let's dance!  pour le Calamus ensemble et le Clarfest de Dublin, pour ensemble de clarinettes
- 2024 - Corrado's freilach  pour Corrado Giuffredi, pour clarinette et piano
- 2024 - Suite 4 roots  pour le Roots 4 clarinets, pour quatuor de clarinettes soliste et ensemble de clarinettes
- 2025 - Carolo Tango  pour le conservatoire de Charleville Mézière, pour quatuor de clarinettes solistes et harmonie
- 2025 - Just dance and breath  pour le Los Angeles Clarinet Choir, pour ensemble de clarinettes
- 2025 - Sonatine Chrysalide  pour le duo Chrysalis, pour violoncelle et piano

Partitions publiées chez Advance Music :
- 2004 - Klezmer Suite, suite klezmer en trois mouvements pour ensemble de clarinettes, dédié aux clarinettistes de la Loire. Seul le dernier mouvement est une composition originale[16],[17].
- 2007 - Five klezmer pieces, pour clarinette et piano, ou saxophone et piano.
- 2008 - Asymetric miniatures, pour quatuor de clarinettes.
- 2008 - Rapsodish, rhapsodie klezmer originale en quatre parties pour ensemble de saxophones ou quatuor de clarinettes[18],[19].
- 2009 - Tarnov Suite, suite klezmer originale en trois mouvements pour quatuor de clarinettes[20].
- 2009 - Balkan Groove, pièce de musique balkanique et jazz pour ensemble à vents et rythmique[21]
- 2009 - Klezmer Suite, suite klezmer en trois mouvements pour ensemble de saxophones. Seul le dernier mouvement est une composition originale[16],[17].
- 2011 - Seven Sparks, composition aux accents klezmer pour ensemble de clarinettes plus basse et batterie[22].
- 2012 - Concerto for clarinets, concerto pour clarinettes solos (sib, basse, cor de basset et mib) et ensemble de clarinettes en quatre mouvements ; Fantasia, Habanera, Scherzo et Tarentella[23].
- 2016 Sonate, sonate en trois mouvements, pour clarinette et piano, dédiée à Philippe Berrod et Nicolas Dessenne[24].
- 2017 Bestiaire, pour clarinette et piano, fin de cycle 1.

Partitions publiées chez Billaudot :
- 2012 - 12 études concertantes, recueil de douze études pour duo de clarinettes en si bémol ou clarinettes basses.
- 2021 - 15 études en duo, recueil de quinze études pour duo de clarinettes en si bémol.
- 2021 - 15 études en duo, recueil de quinze études pour duo de saxophones.
- 2021 - Tango for Ben, pour quatuor de clarinettes
- 2023 - 7 études ludiques dans l'esprit..., recueil pour clarinette en si bémol avec accompagnement optionnel de piano.

Partitions publiées aux Éditions Robert Martin :
- 2004 - Douceur des collines, pièce pédagogique pour clarinette.
- 2004 - Et Dieu fit le cirque, pièce pédagogique pour orchestre à vents.
- 2004 - Vents d'Est, pièce pédagogique pour orchestre à vents.
- 2005 - Le voyage de Lustucru, recueil pédagogique pour clarinette, en collaboration avec Franck René.
- 2006 - Clarinettes en duos, Volume 1, recueil pédagogique pour clarinettes, en collaboration avec Franck René.
- 2006 - Clarinettes en duos, Volume 2, recueil pédagogique pour clarinettes, en collaboration avec Franck René.
- 2011 - Lustucru Migrations, recueil pédagogique pour clarinette, en collaboration avec Franck René.
- 2011 - Le tout petit Ebony, recueil pédagogique pour clarinette.
- 2011 - Le petit Ebony, recueil pédagogique pour clarinette.
- 2011 - Le voyage d'Ebony, recueil pédagogique pour clarinette.
- 2011 - Ebony Quartets, recueil pédagogique pour quatuor de clarinettes de premier cycle.
- Ebony Quartets, Volume 2, recueil pédagogique pour quatuor de clarinettes de second cycle.
- Sur les bords de la Vistule, pièce pédagogique pour hautbois.
- Song For My Cat, pièce pédagogique pour cor.
- Shalom, pièce pédagogique pour clarinette.
- Klezmer Tanz, pièce pédagogique klezmer pour clarinette.
- Ocres Rouges, pièce pour saxophone alto ou soprano, dédiée à Jean-Denis Michat.
- Rhapsodie, rhapsodie pour clarinette et ensemble de clarinettes, dédiée à François Sauzeau et à l'ensemble de clarinettes de Voiron.
- 2018 Rhapsodie, rhapsodie pour clarinette et ensemble à cordes
- 2020 Fantasque, pièce pour clarinette de basset solo, dédiée à Philippe Berrod et à la maison Selmer
- 2020 Bees-Billes, pièce pour clarinette seule, commande du conservatoire de Perpignan
- 2020 Balinese moods, pièce pour clarinette seule et bande, commande du conservatoire de Perpignan
- 2020 Ebony Quartets Vol 3, pour quatuor de clarinettes - Publication à paraître.
- 2020 - Halb, conte musical pour récitant, chanteur(s) et petit ensemble instrumental.
- 2021 - Ebony Pictures, collection Ebony, recueil clarinette piano pour le premier cycle.
- 2021 - Ebony au cirque, collection Ebony, recueil clarinette piano pour le premier cycle.
- 2021 - Zapetlenia pour le quatuor de clarinettes Razem
- 2021 - Hypnotik pour le quatuor de clarinettes Abellio
- 2022 - Trois pièces pour basson pour Jean Hornecker
- 2022 - Le Freilach du pinson pour Annick Sarrien Perrier, pour flûte, orchestre à cordes, accordéon et percussions

Partitions publiées chez Klarthe :
- 2017 - Sonatine pour clarinette basse et piano, dédiée au clarinettiste Rocco Parisi.

Partitions publiées chez IMD :
- 2017 - Odessa Bulgar, pour clarinette (et clarinette 2 optionnelle), ou pour quatuor de clarinettes, ou pour ensemble de clarinettes.

Partitions publiées chez Da Camera :
- 2020 - Le Freilach des Félix ! pour quatuor de clarinettes
- 2021 - Danses du Razemistan pour le quatuor de clarinettes Razem
- 2021 - Étude op 76 N.2 de Sibelius Arrangement pour le quatuor de clarinettes
- 2021 - The Calamus Freilach  pour chœur de clarinette et clarinette solo
- 2022 - Adaptation de Escapade musicale de la compositrice Sandra Muller Arnaudet pour clarinette sib et piano

## Discographie
- 2025 - Dolce, du saxophoniste américain Kenneth Tse avec le titre "Ocres rouges" pour saxophone et piano.
- 2024 - Solo, du clarinettiste italien Corrado Giuffredi avec le titre "Fantasque" pour clarinette seule.
- 2020 - A musical bouquet, de la bassoniste américaine Shannon Lowe avec le titre "Dança de Lisboa" pour basson et quintette à cordes.
- 2020 - The four ties, disque Chapeau l'artiste avec "Les sourds-doués". 3 Titres : "Les Klezmermichel" "Delirium" "Bukavu"
- 2020 - Play pretty, disque Potenza music, avec une transcription des 12 études concertantes, par le Amicitia Duo (Diane Barger & Denise Gainey USA)
- 2018 - Clarinet Fantasia, disque Ad Vitam records avec Philippe Berrod en soliste, Quintette à cordes de l'orchestre de Paris, Nicolas Dessenne piano, Quatuor de saxophones Morphing, Chœur de clarinettes du CNSMD de Paris
- 2018 - Loin de Garbo, livre-disque, édition des Braques, co-écrit avec Sigrid Baffert, raconté par Jean-Pierre Darroussin, illustré par Natali Fortier, grand prix de l'académie Charles Cros, prix "Lire dans le noir" Radio-France
- 2018 - Zahir, disque Klarthe, enregistrement de Rhapsodish
- 2014 - Halb, l'autre moitié, livre-disque, édition des Braques, coup de cœur de l'académie Charles Cros, prix "Lire dans le noir" Radio-France
- 2014 - Témoignage, enregistrement de Ubuntu.

Avec le Doumka Clarinet Ensemble et Youval Micenmacher :
- 1997 - Autour des musiques d'Europe Orientale et Yiddish
- 2000 - Café Rembrandt, Hopi
- 2004 - La coquille et le clergyman, Signature / Radio France
- 2011 - Afar, Enja Records
- 2012 - Café Rembrandt (réédition), Enja Records

Au sein du duo Paris-Varsovie :
- 2013 - Couleurs de Pologne - Miniatures du xxe siècle, Polymnie

### Collaborations
Avec Élisa Vellia
- 2004 - Voleur de secrets

 Aux éditions Lugdivine
- ABC d'Airs du Jardin
- Le p'tit roi Benoît

Avec la compagnie L'Air de Rien
- Echoloriages
- Bruicollages
- Papillonnages

Avec Josef Ciesla
- 2006 - Interrogations !, livre-disque.